# Hypo-Meeting 2002
Hypo-Meeting 2002 – 28. edycja zawodów lekkoatletycznych w konkurencjach wielobojowych rozegrana 1 i 2 czerwca w austriackim Götzis. Mityng zaliczany był do cyklu IAAF Combined Events Challenge.

## Rezultaty
| Konkurencja:           | 1. miejsce     | Rezultat  | 2. miejsce   | Rezultat  | 3. miejsce       | Rezultat  |
| Dziesięciobój mężczyzn | Roman Šebrle   | 8800 pkt. | Tom Pappas   | 8583 pkt. | Ołeksandr Jurkow | 8509 pkt. |
| Siedmiobój kobiet      | Shelia Burrell | 6363 pkt. | Sabine Braun | 6299 pkt. | Kathleen Gutjahr | 6222 pkt. |